# Vitichi
Vitichi – miasto w Boliwii, w departamencie Potosí, w prowincji Nor Chichas.